# Victoria Adelaide de Schleswig-Holstein
Prințesa Victoria Adelaide de Schleswig-Holstein (Viktoria Adelheid Helene Luise Marie Friederike; n. 31 decembrie 1885 – d. 3 octombrie 1970) a fost soția lui Charles Edward, Duce de Saxa-Coburg și Gotha.

## Primii ani

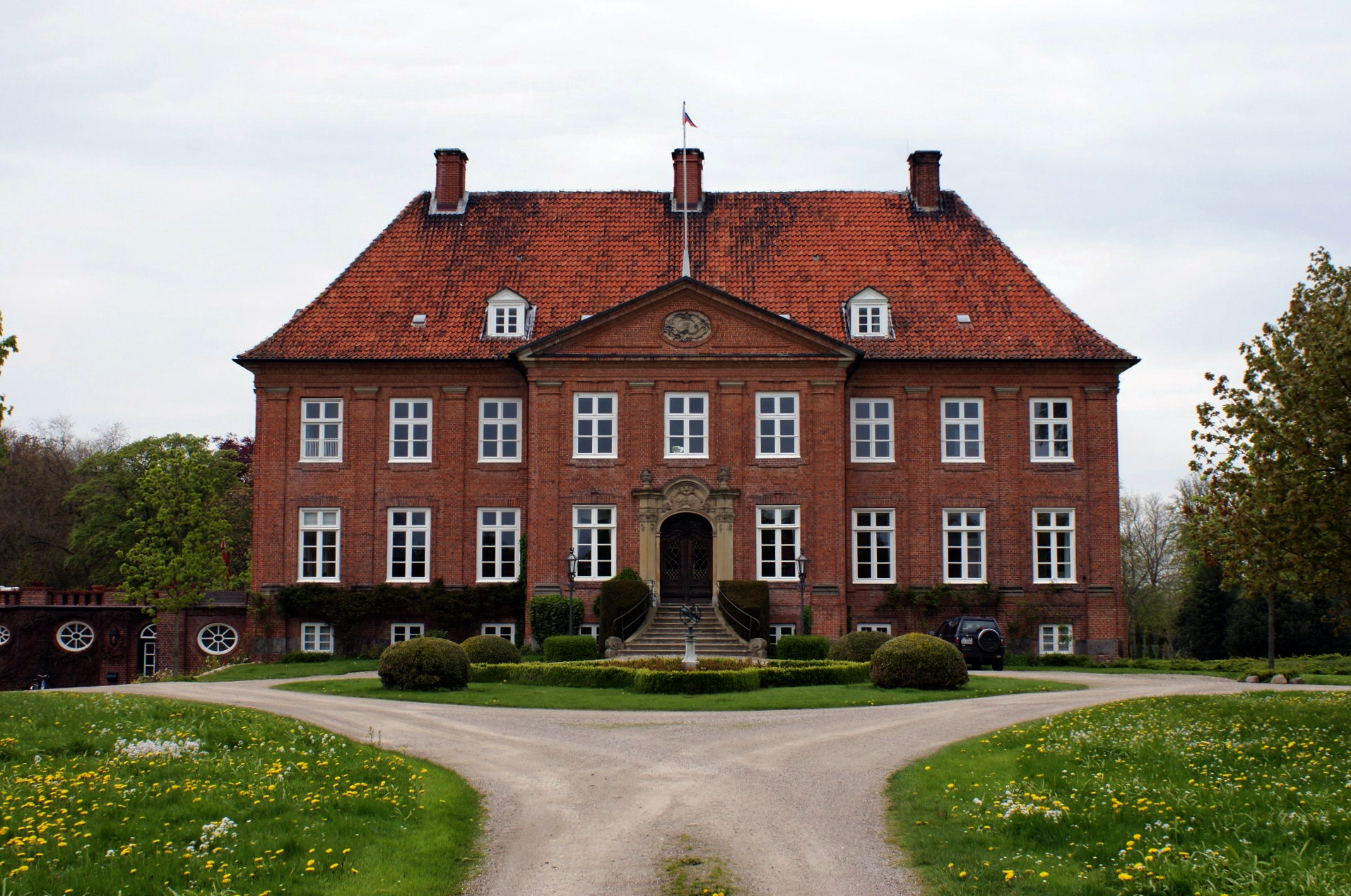
Locul de naștere al Prințesei Victoria Adelaide, Grünholz Manor, fotografiat în 2010.

Prințeasa Victoria Adelaide s-a născut la 31 decembrie 1885 la Grünholz Manor, Schleswig-Holstein, Prusia, ca fiica cea mare a lui Friedrich Ferdinand, Duce de Schleswig-Holstein-Sonderburg-Glücksburg și a Prințesei Karoline Mathilde de Schleswig-Holstein-Sonderburg-Augustenburg. Tatăl ei a fost fiul cel mare al lui Friedrich, Duce de Schleswig-Holstein-Sonderburg-Glücksburg și nepot de frate al regelui Christian al IX-lea al Danemarcei. Mama ei a fost stră-strănepoata regelui Christian al VII-lea al Danemarcei. 
La o lună și jumătate de la nașterea ei, tatăl ei a devenit Șeful Casei de Schleswig-Holstein-Sonderburg-Glücksburg în urma morții bunicului ei.

## Ducesă de Saxa-Coburg și Gotha
La 11 octombrie 1905, la Castelul Glücksburg, Schleswig, ea s-a căsătorit cu Charles Eduard, Duce de Saxa-Coburg și Gotha. Charles Edward era singurul fiu al Prințului Leopold, Duce de Albany și a Prințesei Helena de Waldeck și nepot al reginei Victoria. 
De asemenea, soțul ei era verișor primar cu împăratul german Wilhelm al II-lea, și  interesul mare a lui Wilhelm arătat în educația tânărului său văr l-a făcut cunoscut pe Charles Edward sub numele "al șaptelea fiu al împăratului". Prințeasa Victoria Adelaide era nepoată a împăratului Wilhelm și căsătoria s-a făcut la intervenția acestuia.

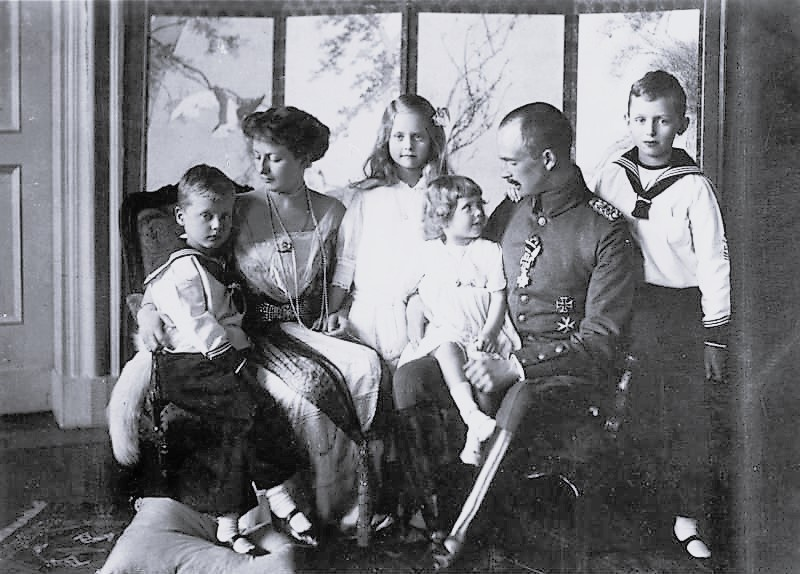
Familia de Saxa-Coburg și Gotha.

La cinci ani după căsătorie, el a succedat la conducerea ducatului de Saxa-Coburg și Gotha  după decesul unchiului său patern, Alfred, Duce de Saxa-Coburg și Gotha în 1900.  Victoria Adelaide și Charles Edward au avut cinci copii:
- Prințul Johann Leopold (2 august 1906 - 4 mai 1972); prin prima sa căsătorie morganatică cu baronesa Feodora von der Horst a renunțat la drepturile sale ca Șef al Casei de Saxa-Coburg și Gotha; au avut copii. În 1963 s-a căsătorit a doua oară cu Maria Theresia Reindl; fără copii.
- Prințesa Sibylla (18 ianuarie 1908 - 28 noiembrie 1972); s-a căsătorit la 20 octombrie 1932 cu Prințul Gustaf Adolf al Suediei, Duce de Västerbotten; au avut copii
- Prințul Hubertus (24 august 1909 - 26 noiembrie 1943) necăsătorit.
- Prințesa Caroline Mathilde (22 iunie 1912 - 5 septembrie 1983); căsătorită prima dată în 1931 cu Friedrich Wolfgang Otto, Conte de Castell-Rüdenhausen; au divorțat la 2 mai 1938; au avut copii; a doua căsătorie în 1938 cu căpitanul Max Schnirring care a murit în 1944; au avut copii; a treia căsătorie în 1946 cu Karl Andree; au divorțat la 27 decembrie 1947; fără copii
- Prințul Friedrich Josias (29 noiembrie 1918 - 23 ianuarie 1998); căsătorit prima dată la 25 ianuarie 1942 cu Contesa Viktoria-Luise de Solms-Baruth; au divorțat la 19 septembrie 1947; au avut copii; a doua căsătorie la 14 februarie 1948 cu Denyse Henrietta de Muralt; au divorțat la 17 septembrie 1964; au avut copii; a treia căsătorie la 30 octombrie 1964 cu Katrin Bremme; fără copii

Prin fiica sa Sibylla, Victoria Adelaide a fost bunica maternă a regelui Carl al XVI-lea Gustav al Suediei.
La 18 noiembrie 1918, Consiliul muncitorilor și soldaților din Gotha l-a detronat pe Ducele de Saxa-Coburg și Gotha. Cinci zile mai târziu, Ducele a semnat o declarație prin care a renunțat la drepturile sale la tron. Al doilea fiu al lor, Hubertus, a fost ucis în misiune în 1943 pe frontul de est într-un accident de avion. După război, deoarece Gotha era parte a Turingiei și deci în zona de ocupație sovietică, armata rusă a confiscat mare parte din proprietățile familiei.
Cuplul și-a petrecut ultimii ani ai vieții în izolare. Soțul ei a murit în 1954, la vârsta de 69 de ani iar ea a murit 16 ani mai târziu.